# Cúp bóng đá Ba Lan
Cúp bóng đá Ba Lan (tiếng Ba Lan: Puchar Polski w piłce nożnej [ˌpuxar ˈpɔlskʲi]) là một giải đấu cúp bóng đá dành cho các câu lạc bộ của Ba Lan, được tổ chức thường niên từ năm 1950 và là danh hiệu quốc gia quan trọng thứ hai của bóng đá Ba Lan chỉ sau Ekstraklasa. Do sự tham gia của đông đảo đội bóng, giải đấu thường được gọi là Cúp của nghìn đội bóng (tiếng Ba Lan: Puchar Tysiąca Drużyn [ˌpuxar tɨˌɕɔnt͡sa ˈdruʐɨn]).
Bất kì câu lạc bộ nào đã đăng ký với Liên đoàn bóng đá Ba Lan đều có quyền tham dự giải, bất kể đội đó có tranh tài tại bất kì giải đấu nào thuộc hệ thống bóng đá quốc gia của Ba Lan hay không. Các đội dự bị và kì cựu cũng đều đủ điều kiện dự giải, trong đó các đội dự bị đã hai lần tiến vào trận chung kết (và vô địch một lần). Cúp nảy nổi tiếng với các đội bóng ở hạng thấp bởi nó trao cho họ cơ hội được chạm trán những đội danh tiếng hơn. Trong một vài trường hợp, các đội ngựa ô từng lọt vào chung kết với ví dụ nổi tiếng nhất là Czarni Żagań – câu lạc bộ đã thua trận chung kết với tỉ số 0–4 trước Górnik Zabrze ở mùa 1964–1965.
Các đội bóng ở những hạng đấu thấp phải dự các vòng loại khu vực, những đội chiến thắng sẽ chạm trán với các đội từ hạng nhất và hạng hai tùy theo trận. Các vòng loại khu vực được tổ chức ở những mùa giải trước, do đó một mùa cúp bóng đá Ba Lan dành cho các câu lạc bộ hạng thấp có thể kéo dài tới hai mùa. Mỗi trận hòa sẽ được định đoạt bằng một trận duy nhất được tổ chức ở sân vận động của đội bóng ở hạng đấu thấp hơn. Trận chung kết từng chỉ có hình thức một trận duy nhất, nhưng ở giai đoạn 2002–2006 thì chuyển thành hình thức hai lượt trận. Kể từ 2007, Cúp này trở về với hình thức một trận duy nhất.

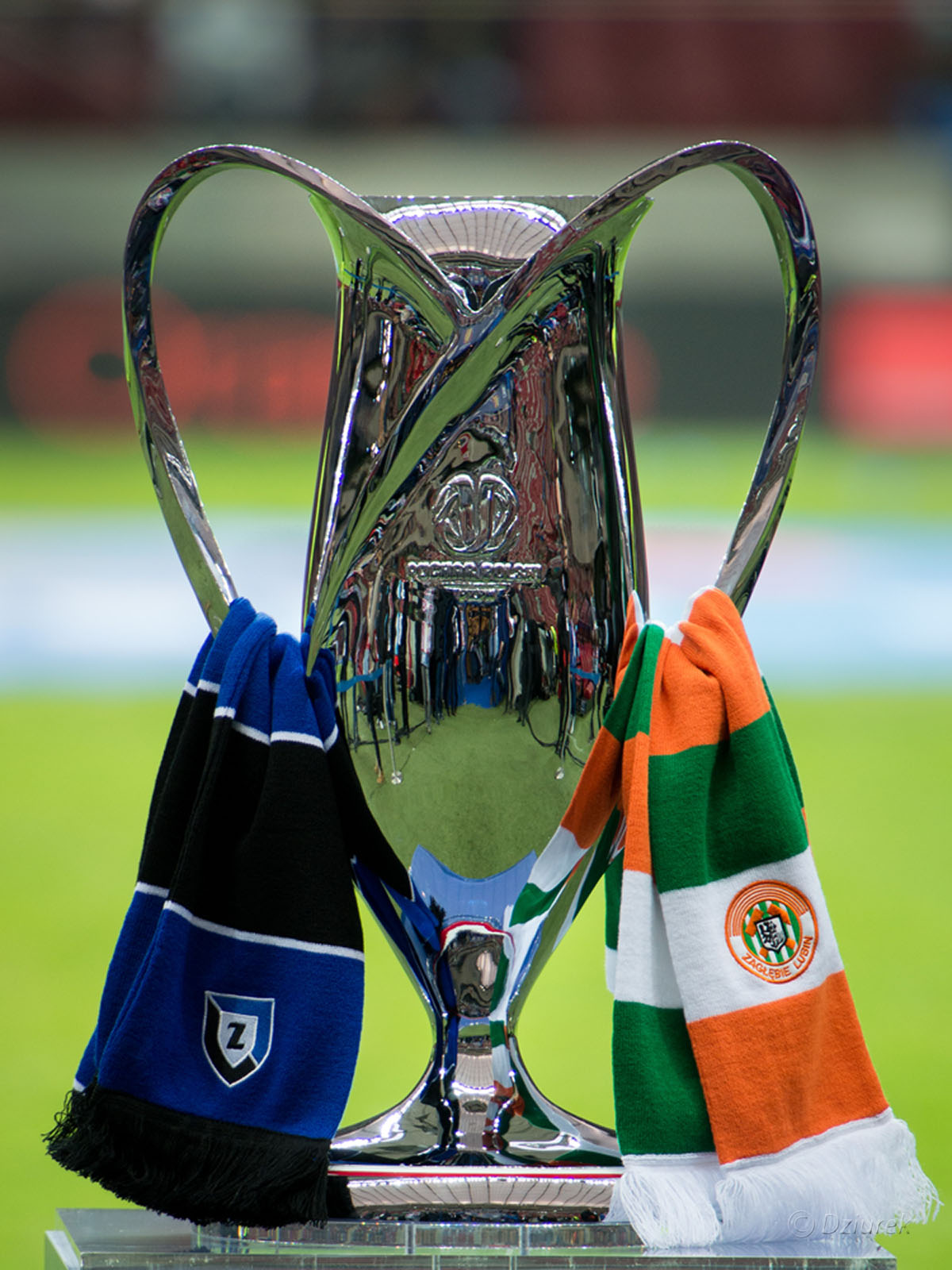
Thiết kế hiện tại của Cúp Ba Lan

## Các nhà vô địch cúp bóng đá Ba Lan
Dưới đây là các nhà vô địch cúp bóng đá Ba Lan qua các năm:
- 1926: Wisła Kraków
- 1927–50: không được tổ chức
- 1951: Ruch Chorzów
- 1952: Polonia Warsaw
- 1953: không được tổ chức
- 1954: Gwardia Warsaw
- 1955: Legia Warsaw
- 1956: Legia Warsaw
- 1957: ŁKS Łódź
- 1958–61: không được tổ chức
- 1962: Zagłębie Sosnowiec
- 1963: Zagłębie Sosnowiec
- 1964: Legia Warsaw
- 1965: Górnik Zabrze
- 1966: Legia Warsaw
- 1967: Wisła Kraków
- 1968: Górnik Zabrze
- 1969: Górnik Zabrze
- 1970: Górnik Zabrze
- 1971: Górnik Zabrze
- 1972: Górnik Zabrze
- 1973: Legia Warsaw
- 1974: Ruch Chorzów
- 1975: Stal Rzeszów
- 1976: Śląsk Wrocław
- 1977: Zagłębie Sosnowiec
- 1978: Zagłębie Sosnowiec
- 1979: Arka Gdynia
- 1980: Legia Warsaw
- 1981: Legia Warsaw
- 1982: Lech Poznań
- 1983: Lechia Gdańsk
- 1984: Lech Poznań
- 1985: Widzew Łódź
- 1986: GKS Katowice
- 1987: Śląsk Wrocław
- 1988: Lech Poznań
- 1989: Legia Warsaw
- 1990: Legia Warsaw
- 1991: GKS Katowice
- 1992: Miedź Legnica
- 1993: GKS Katowice
- 1994: Legia Warsaw
- 1995: Legia Warsaw
- 1996: Ruch Chorzów
- 1997: Legia Warsaw
- 1998: Amica Wronki
- 1999: Amica Wronki
- 2000: Amica Wronki
- 2001: Polonia Warsaw
- 2002: Wisła Kraków
- 2003: Wisła Kraków
- 2004: Lech Poznań
- 2005: không trao giải[2]
- 2006: Wisła Płock
- 2007: Dyskobolia Grodzisk Wlkp.
- 2008: Legia Warsaw
- 2009: Lech Poznań
- 2010: Jagiellonia Białystok
- 2011: Legia Warsaw
- 2012: Legia Warsaw
- 2013: Legia Warsaw
- 2014: Zawisza Bydgoszcz
- 2015: Legia Warsaw
- 2016: Legia Warsaw
- 2017: Arka Gdynia
- 2018: Legia Warsaw
- 2019: Lechia Gdańsk
- 2020: Cracovia
- 2021: Raków Częstochowa
- 2022: Raków Częstochowa
- 2023: Legia Warszawa
- 2024: Wisła KrakówII
- 2025: Legia Warszawa

## Thống kê thành tích
| Câu lạc bộ            | Vô địch | Á quân | Năm vô địch |
| --------------------- | ------- | ------ | --- |
| Legia Warszawa        | 21      | 6      | 1955, 1956, 1964, 1966, 1973, 1980, 1981, 1989, 1990, 1994, 1995, 1997, 2008, 2011, 2012, 2013, 2015, 2016, 2018, 2023, 2025 |
| Górnik Zabrze         | 6       | 7      | 1965, 1968, 1969, 1970, 1971, 1972                                                                                           |
| Lech Poznań           | 5       | 6      | 1982, 1984, 1988, 2004, 2009                                                                                                 |
| Wisła Kraków          | 5       | 6      | 1926, 1967, 2002, 2003, 2024                                                                                                 |
| Zagłębie Sosnowiec    | 4       | 1      | 1962, 1963, 1977, 1978 |
| Ruch Chorzów          | 3       | 6      | 1951, 1974, 1996 |
| GKS Katowice          | 3       | 5      | 1986, 1991, 1993 |
| Amica Wronki          | 3       | 1      | 1998, 1999, 2000 |
| Arka Gdynia           | 2       | 2      | 1979, 2017 |
| Lechia Gdańsk         | 2       | 2      | 1983, 2019 |
| Raków Częstochowa     | 2       | 2      | 2021, 2022 |
| Śląsk Wrocław         | 2       | 1      | 1976, 1987 |
| Polonia Warszawa      | 2       | –      | 1952, 2001 |
| Jagiellonia Białystok | 1       | 2      | 2010 |
| Wisła Płock           | 1       | 1      | 2006 |
| ŁKS Łódź              | 1       | 1      | 1957 |
| Gwardia Warszawa      | 1       | 1      | 1954 |
| Cracovia              | 1       | –      | 2020 |
| Dyskobolia Grodzisk   | 1       | –      | 2007 |
| Zawisza Bydgoszcz     | 1       | –      | 2014 |
| Miedź Legnica         | 1       | –      | 1992 |
| Widzew Łódź           | 1       | –      | 1985 |
| Stal Rzeszów          | 1       | –      | 1975 |
| Pogoń Szczecin        | –       | 5      | – |
| Polonia Bytom         | –       | 3      | – |
| Zagłębie Lubin        | –       | 3      | – |
| GKS Bełchatów         | –       | 2      | – |
| Piast Gliwice         | –       | 2      | – |
| Aluminium Konin       | –       | 1      | – |
| Czarni Żagań          | –       | 1      | – |
| Korona Kielce         | –       | 1      | – |
| ROW Rybnik            | –       | 1      | – |
| Sparta Lwów           | –       | 1      | – |
| Stal Mielec           | –       | 1      | – |